# Spinellus fusiger
Spinellus fusiger, auch als Helmlingsschimmel bekannt, ist ein weit verbreiteter Jochpilz der Ordnung Mucorales, der auf Fruchtkörpern von Ständerpilzen, besonders Helmlingen parasitiert.

## Merkmale

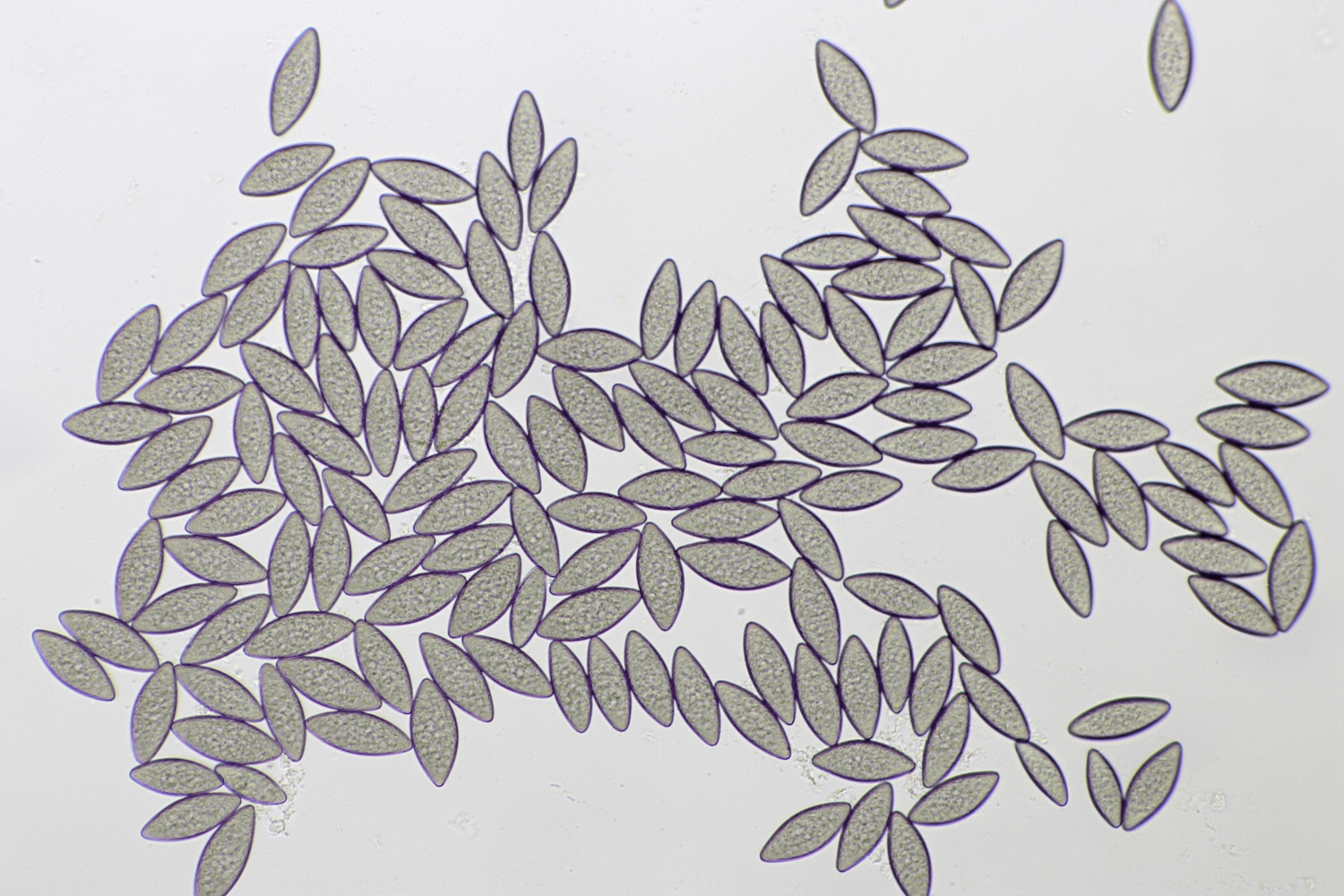
Spinellus fusiger, Helmlingsschimmel, Sporen aus dem Sporangium, mikroskopische Aufnahme

Spinellus fusiger wächst parasitisch, besonders auf Helmlingen. Die parasitierten Pilzfruchtkörper werden von einem Luftmyzel überzogen. Das Myzel ist reich verzweigt, quirlig verästelt, 15 bis 150 Mikrometer lang und 11 Mikrometer dick.
Die Fruchtkörper sind strahlenförmig transparent haarig mit schwarzem Kopf. Die Hyphen, die das Sporangium tragen, die Sporangienträger sind nicht verzweigt und 1 bis 6 Zentimeter hoch. Sie sind circa 11 Mikrometer und nach oben auf die halbe Breite verjüngt, anfangs farblos, später bläulichgrau, am Schluss braun.
Die Sporangien sind kugelig und 180 bis 300 Mikrometer groß und vielsporig. Bei Reife sind sie schwarz mit einer dünnen, farbloser, glatter und schnell zerfließenden Membran. Die Columella, das Hyphengebilde, an dem das Sporangium gebildet wird, ist hochgewölbt, halbkugelig, glatt und braunschwärzlich. Die schmal spindelförmigen Sporen  besitzen abgerundete Enden und sind manchmal einseitig abgeflacht oder gekrümmt. Sie sind 32 bis 42 Mikrometer lang und 9 bis 14 Mikrometer breit. Sie besitzen eine braune bis bläulichschwarze glatte Membran. Die Zygosporen befinden sich nur am dornigen Luftmycel oft neben den Sporangien und sind kugelig oder tonnenförmig, weisen einen Durchmesser von 180 bis 400 Mikrometer auf und sind dunkel- bis schwarzbraun. Seine Sporangien enthalten Mikro-Konidien, von denen eine einzige aufgrund seines Homothallismus genügt, um ein neues Myzel zu bilden.

## Vorkommen und Lebensweise
Spinellus fusiger  parasitiert auf den Fruchtkörpern von Ständerpilzen, besonders Helmlingen. Er ist vom Sommer bis Herbst zu finden. Die Art ist wie die ganze Gattung psychrotolerant, sie kommt also vor allem in gemäßigten bis kühlen Gebieten vor.
Spinellus fusiger scheint beinahe weltweit verbreitet zu sein. Er kommt in weiten Teilen Europas und Nordamerika vor. In Asien gibt es Fundmeldungen aus Sibirien und ganz Japan. Vereinzelt gibt es auch Fundorte in Australien und Französisch-Guayana.

## Taxonomie und Systematik
Bereits 1818 beschrieb  Christian Gottfried Ehrenberg den Pilz als Mucor rhombosporus. Allerdings räumte er ein, die Sporen falsch gemessen zu haben. Spinellus fusiger wurde 1824 von Heinrich Friedrich Link als Mucor fusiger erstbeschrieben.  Nach mehreren Umbenennungen beschrieb Philippe Édouard Léon Van Tieghem 1875 den bis heute gültigen Namen. Spinellus fusiger ist nah verwandt mit Phycomyces blakesleeanus und wird in die Familie der Phycomycetaceae gestellt.